# Homo antecessor
Homo antecessor (Bermúdez de Castro, 1997) è una specie estinta di ominide databile tra 1,2 milioni e 800 000 anni fa, durante il Pleistocene inferiore.
Scoperto da Eduald Carbonell, Juan Luis Arsuaga e José María Bermúdez de Castro,  è uno dei primi rappresentanti europei del genere Homo, considerato una fase intermedia tra Homo georgicus e Homo heidelbergensis, tutti risalenti al Pleistocene.
Nel 1994 e 1995 nel sito di Atapuerca in Spagna furono rinvenuti circa 80 frammenti appartenenti a sei individui di questa specie. La capacità cranica era di circa 1 000 cm³ e le misurazioni paleomagnetiche indicano un'età tra 780 e 857 000 anni. Il reperto fossile meglio conservato è una mascella appartenuta ad un individuo di circa 10 anni che visse tra 600 000 e 250 000 anni fa. Dai segni di incisioni e scheggiature riportati sulle ossa, indizi dell'uso di utensili, è stato dimostrato che H. antecessor praticava il cannibalismo.

## Fisiologia

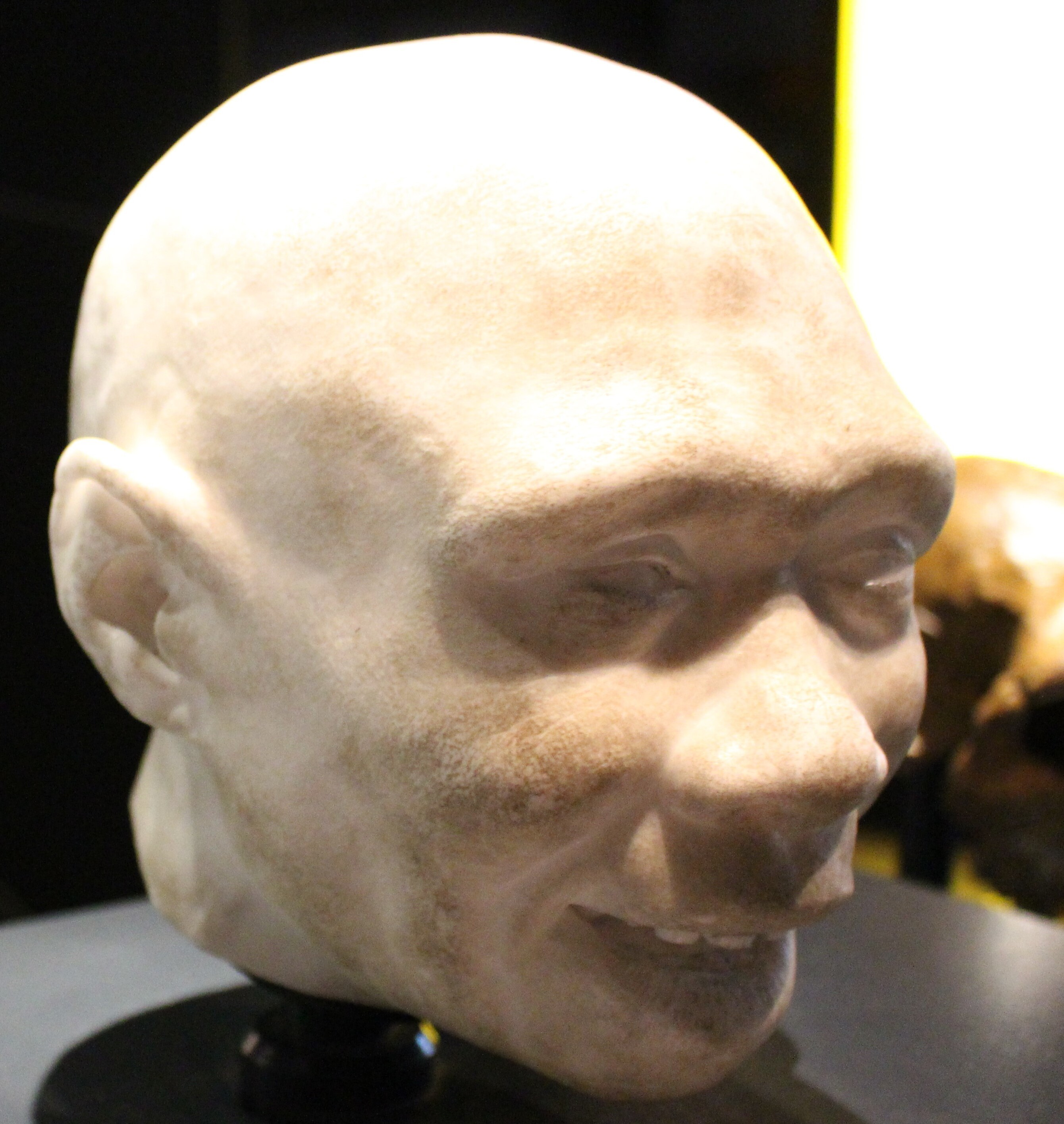
Modello di testa di giovane Homo antecessor custodito al Museo di storia naturale di Londra

Homo antecessor era piuttosto robusto, con un'altezza compresa tra 160–180 cm e un peso che poteva raggiungere i 90 kg; la capacità cranica era di circa 1000–1150 cm³ rispetto ai 1350 cm³ dell'uomo moderno. Data la scarsità dei reperti non è possibile conoscere molto di più della fisiologia di H. antecessor, che tuttavia appare essere stato più robusto di H. heidelbergensis.
Secondo Juan Luis Arsuaga, codirettore degli scavi di Burgos, in base ad analisi tomografiche H. antecessor era già destrorso, il che lo differenzia dalle scimmie. La capacità uditiva doveva inoltre essere simile a quella di Homo sapiens il che fa presumere che fosse in grado di utilizzare un linguaggio almeno simbolico e che fosse capace di ragionare.
Il gruppo di Arsuaga sta lavorando alla mappatura del DNA di H. antecessor dopo aver interpretato quella di un orso vissuto nel nord della Spagna circa 500.000 anni fa.

## Siti fossili

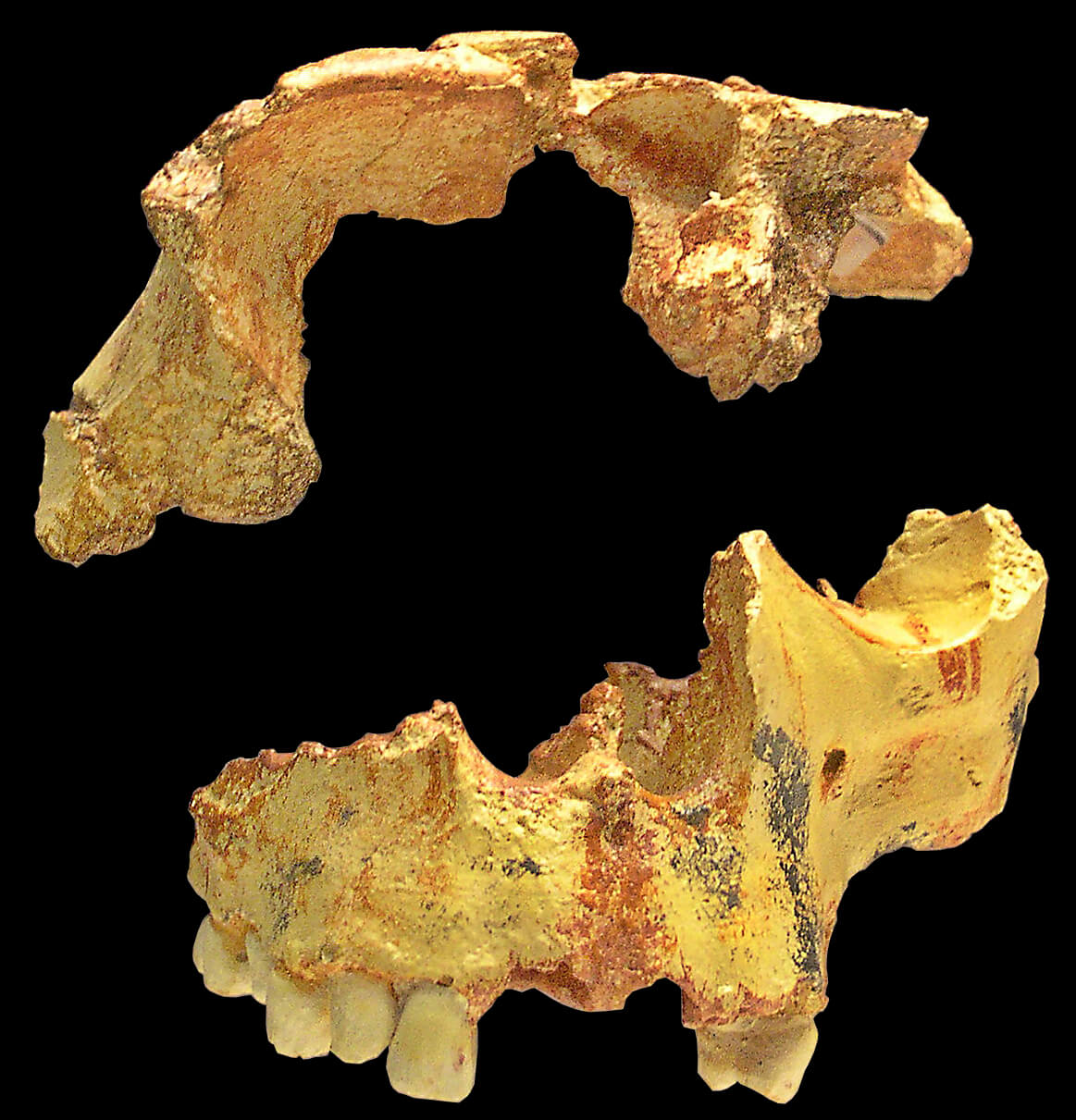
Mascella e mandibola di Homo antecessor

Gli unici resti fossili conosciuti di H. antecessor provengono da due siti, Gran Dolina e Sima del Elefante, entrambi localizzati nella Sierra di Atapuerca nel nord della Spagna.

### Gran Dolina
L'archeologo Eudald Carbonell i Roura dell'Universidad Rovira i Virgili di Tarragona (Spagna) e il paleoantropologo Juan Luis Arsuaga Ferreras dell'Università Complutense di Madrid scoprirono i resti dell'Homo antecessor nel livello TD6 della Gran Dolina della Sierra di Atapuerca, situata a est di Burgos nel nord della Spagna.
Negli scavi eseguiti tra il 1994 e 1995 furono ritrovati 80 frammenti di ossa appartenenti a sei individui diversi, circa 200 utensili in pietra e circa 300 ossa di animali. Tutti questi resti sono stati datati a oltre 780.000 anni. Il reperto meglio conservato è la mascella superiore e un osso frontale di un ragazzo di 10-11 anni.

### Sima del Elefante
Il 29 giugno 2007 alcuni ricercatori spagnoli impegnati negli scavi di Sima del Elefante, annunciarono il ritrovamento di un molare datato a 1,1-1,2 milioni di anni fa. Il molare si presentava "regolarmente consumato" e ritenuto appartenere ad un individuo di 20-25 anni di età.
Il 27 marzo 2008 fu annunciato l'ulteriore ritrovamento di un frammento di mandibola, scaglie di pietra e tracce della lavorazione di ossa animali.